# Юкарычирчикский район
Юкоричирчикский район (тума́н; узб. Yuqorichirchiq tumani / Юқоричирчиқ тумани) — район в Ташкентской области Узбекистана. Административный центр — городской посёлок Янгибазар.

## История
Был образован в 1926 году под названием Верхнечирчикский район. В 1938 году вошёл в состав Ташкентской области. 25 июня 1959 года к Верхнечирчикскому району был присоединён Паркентский район. В 1978 году переименован в Коммунистический район. В 1992 году после распада СССР вновь переименован в Юкоричирчикский (рус. Верхнечирчикский) район.

## Административно-территориальное деление
По состоянию на 1 января 2011 года в состав района входят:
- 3 городских посёлка:

1. Китай Тепа,
2. Мирабад, (Барданкул)
3. Янгибазар.

- 9 сельских сходов граждан:

1. Акаоул,
2. Арганчи,
3. Барданкуль,
4. Джамбул,
5. Истиклол (бывший Первомай),
6. Навруз,
7. Саксан-Ата,
8. Суранкент,
9. Тинчлик.